# Naugatuck State Forest
Naugatuck State Forest ist ein State Forest im US-Bundesstaat Connecticut auf dem Gebiet der Gemeinden Oxford, Beacon Falls, Naugatuck, Bethany, Cheshire, Hamden, Seymour und Ansonia. Die fünf Parzellen werden als Mount Sanford (Cheshire und Bethany), East (Beacon Falls, Bethany, Naugatuck), West (Naugatuck, Oxford, Beacon Falls), Quillinan Reservoir (Seymour, Ansonia) und Great Hill (Seymour) bezeichnet.

## Geschichte
Die ersten Landkäufe wurden 1921 von Harris Whittemore getätigt. Whittemore, ein Connecticut State Forest and Park Commissioner und Industriemagnat hatte geplant die Waldstücke dem Staat zu schenken, starb aber 1928, bevor dies geschehen konnte. 1931 schenkte Whittemores Familie dem Staat "in memoriam" etwa 2000 acres (809 ha) (worin auch Parzellen waren, die erst nach seinem Tod erworben worden waren). Die anderen Parzellen wurden später hinzugefügt. Great Hill Block kam erst kürzlich dazu.
Das romantische Tal des Naugatuck River und die Connecticut Route 8 teilt den East und den West block in Naugatuck. Der größte Teil der Waldgebiete liegt im Einzugsgebiet des Naugatuck River. Die Städte im Naugatuck Valley  wurden im frühen 18. Jahrhundert besiedelt und sind typisch für die frühen Siedlungen in Neuengland. Flüsse, Bäche und Teiche wurden mit Dämmen versehen um Wasserkraft für Mühlen, Gerbereien und später Papiermühlen zu gewinnen. Viele Feldmauern markieren die Begrenzungen der Colonial Era Farms. Große Teile des Naugatuck State Forest werden aber von steinigen Hügeln gebildet, die nur mageres Farmland waren.

## Freizeitaktivitäten
Im Naugatuck State Forest kann man angeln, wandern, jagen, Zielschießen, Schneemobil fahren, Skilaufen, Mountainbike fahren, Klettern und andere Outdoor-Aktivitäten betreiben. Die Forst-Parzellen werden von verschiedenen Blue-Blazed Trails, unter anderem dem Quinnipiac Trail und dem Naugatuck Trail (Whittemore spur) durchquert. Im Quillinan Block wurden vom DEEP State Forester's office, der New England Mountain Bike Association (NEMBA) und der Thule Corporation spezielle Mountainbikestrecken eingerichtet.

## Sehenswürdigkeiten
- Eastern East Block - Beacon Cap
- West Block - High Rock Shooting Association Rifle Range
- West Block - Seymour Reservoirs
- Mount Sanford block - Cromie Grove and the border with the Town of Hamden's Brooksvale Recreation Area/Park.